# ماهاولونا ، سوآویندریانا
ماهاولونا (به لاتین: Mahavelona) یک منطقهٔ مسکونی در ماداگاسکار است که در سوآناندریان (بخش) واقع شده‌است.
 ماهاولونا  ۱۴٬۰۰۰ نفر جمعیت دارد و ۱٬۰۰۶ متر بالاتر از سطح دریا واقع شده‌است.